# Пайл, Чарльз
Чарльз Кассиус Пайл (англ. Charles Cassius Pyle, обычно передаётся как Чарльз К. Пайл, известен также под прозвищем Кэш-энд-Керри, англ. Cash-and-Carry, дословно — «Плати-и-забирай»; 25 марта 1882, Ван-Уэрт, Огайо — 3 февраля 1939, Лос-Анджелес) — американский антрепренёр, владелец сети кинотеатров, артистический и спортивный агент. Основатель футбольного клуба «Нью-Йорк Янкис» и организатор первого в истории профессионального теннисного тура.

## Биография
Родился в 1882 году в округе Ван-Уэрт (Огайо) в семье Уильяма Пайла и Сидни Макмиллан. Уильям Пайл, фермер по основному роду занятий, в конце жизни из-за развившегося сердечного заболевания был вынужден оставить сельское хозяйство и стал методистским священником в Делавэре (Огайо). Он умер от туберкулёза, когда Чарльзу было восемь лет, и мальчику пришлось рано искать работу, чтобы поддерживать семью.
Уже в юности Чарльз делал первые шаги как предприниматель и антрепренёр. В 16 лет он организовал в Делавэре состязание между профессиональным мотогонщиком Барни Олдфилдом и местным претендентом, заработав 7 долларов. В течение года (1897—1898) учился в Университете штата Огайо, но образование не окончил, начав карьеру коммивояжёра и антрепренёра. Перебравшись на Западное побережье, с 1902 по 1907 год путешествовал с театральными труппами, выполняя обязанности агента по рекламе, менеджера, а иногда и актёра. Позже собрал собственную труппу и продолжал выступать в разных населённых пунктах на Западе США, исполняя главные роли в популярных мелодрамах и постановках на исторические темы. В этот период женился на актрисе Дороти (Дот) Фишер.
В 1908 году, приобретя кинопроектор и подборку кинолент, ездил по Айдахо и Монтане с передвижным кинотеатром, но это предприятие обанкротилось. После этого участвовал в строительстве постоянного кинотеатра, парка развлечений, а затем в организации театра с постоянной труппой в Бойсе, каждый раз по окончании работ перепродавая бизнесы с выгодой для себя. В 1910 году осел в Чикаго без жены, с которой вскоре развёлся. В Чикаго женился вторично, на актрисе водевиля Марте Расселл, а когда через год распался и этот брак, несколько месяцев спустя вступил в третий.
В Чикаго, в этот период бывшем центром производства немого кино в США, работал со студией Essanay Studios и такими звёздами, как Чарли Чаплин, Уоллес Бири, Том Микс и Глория Свенсон. В 1920—1921 годах со строительным подрядчиком Алмоном Стулманом организовал постройку в Шампейне роскошного кинотеатра «Вирджиния». Сеть принадлежавших Пайлу кинотеатров в Иллинойсе продолжала расширяться до 1936 года, когда он контролировал шесть подобных заведений.
Одновременно с развитием кинобизнеса начал выступать как спортивный агент. Самым известным клиентом Пайла стал игрок в американский футбол Ред (Гарольд) Грейндж, звезда команды Иллинойсского университета. Пайл представлял его с 1925 года, обеспечив профессиональный контракт с клубом «Чикаго Беарз». Когда в 1925—1926 годах команда предприняла турне по 16 городам США, Грейндж по условиям контракта получал 50 % от сборов, в сумме заработав больше 100 тысяч долларов. Пайл, в свою очередь, получал 40 % от доходов Грейнджа. После этого Пайл попытался сделать из своего подопечного киноактёра и организовал ему контракт с киностудией Джозефа Кеннеди. Грейндж, однако, снялся в итоге только в двух фильмах и одном сериале, ни один из которых не имел кассового успеха. После неудачной попытки получить для себя и Грейнджа треть акций «Чикаго Беарз», Пайл в 1926 году организовал Американскую профессиональную футбольную лигу, которая, по его планам, должна была конкурировать с НФЛ. Грейндж стал главной звездой одного из клубов этой лиги — «Нью-Йорк Янкис». Через год лига обанкротилась, но Пайл вступил в переговоры с НФЛ и добился, чтобы «Янкис» были приняты в её состав на сезон 1927 года. Участие «Янкис» в НФЛ ограничилось, однако, только одним сезоном, так как уже в третьей игре клуба в новой лиге Грейндж получил серьёзную травму колена и больше не смог выступать. В 1928 году он принял решение не продлевать контракт с Пайлом, однако впоследствии в автобиографии аттестовал того как «величайшего спортивного импресарио в истории».
Следующим крупным проектом Пайла стал в конце 1926 — начале 1927 года первый в истории профессиональный теннисный тур с участием звезды французского тенниса Сюзанн Ленглен и американки Мэри Браун. Помимо матчей между звёздами, проходивших в разных городах США, он также наладил выпуск различных товаров, связанных с именем Ленглен — теннисных ракеток, парфюмерии, модной одежды и изображающих её кукол. В феврале 1927 года тур окончился разрывом отношений между темпераментной звездой и промоутером. В 1928 году Пайл организовал так называемый Трансамериканский пробег на дистанцию 3455 миль (5560 км) по маршруту Лос-Анджелес-Чикаго-Нью-Йорк. Десяти участникам, которые первыми пересекут финишную черту, было обещано 48,5 тысяч долларов. Пробег, получивший насмешливое прозвище «дерби мозолей» (англ. Bunion Derby), проводился два года подряд и обернулся для антрепренёра убытками на общую сумму свыше 150 тысяч долларов. Ему было также вчинено несколько судебных исков, и в 1930 году он перебрался в Лос-Анджелес. В том же году он перенёс тяжёлый инсульт, парализовавший левую сторону тела и лишивший его способности говорить. Реабилитация заняла три года.
В годы Великой депрессии возглавлял Американскую корпорацию радиозаписи, а во время Всемирной выставки 1933—1934 годов в Чикаго организовал фрик-шоу «Хотите верьте, хотите нет» (англ. Believe It or Not), которое в дальнейшем посетило ряд других городов США. Доходы от этих предприятий и организации спортивных шоу на других ярмарках и выставках позволили Пайлу расплатиться с кредиторами и поправить своё финансовое положение. В 1936 году он развёлся с очередной женой, Эффи, и на следующий год женился на актрисе варьете, радио, и озвучивания Элвии Оллман. Чере 15 месяцев после своей четвёртой свадьбы, в 1939 году, скоропостижно скончался от тромбоза сосудов головного мозга.